# Ordane Kanda-Kanyinda
Ordane Kanda-Kanyinda (Antwerpen, 9 september 1996) is een Belgisch basketballer.

## Carrière
Kanda-Kanyinda speelde in de jeugd van Nieuw Brabo Antwerpen en de Antwerp Giants. Hij maakte in het seizoen 2014/15 zijn profdebuut voor de Giants. Hij speelde bij de ploeg tot in 2017 en speelde in zijn laatste seizoen 26 wedstrijden. Hij maakte het seizoen erop de overstap naar Rotterdam Basketbal waar hij een seizoen speelde en was uitgeleend door de Giants. Hij keerde terug naar België en tekende bij Kangoeroes Mechelen. Het seizoen erop tekende hij bij Spirou Charleroi maar zijn contract werd ontbonden in november. Hij tekende daarop begin 2020 en proefcontract bij Heroes Den Bosch maar dat werd door de coronacrisis niet verlengd.
Hij tekende voor het seizoen 2020/21 bij Feyenoord Basketball. Na een seizoen ging hij spelen in de Litouwse tweede klasse bij KK Mažeikiai. Hij speelde in 2022 ook een tijdje 3×3-basketbal voor Team Antwerp als vervanger van Thierry Mariën afwisselend met Bryan De Valck. Hij zou geen World Tour wedstrijd spelen maar nam wel deel aan United League Europe. Hierna tekende hij bij het Georgische BK Titebi Tbilisi. Van december 2022 tot mei 2023 speelde hij voor het Griekse AO Lefkippos.
In 2023 keerde hij terug naar België en tekende bij tweedeklasser Kontich Wolves. In januari 2024 tekende hij bij de Duitse derdeklasser BSW Sixers.
Kanda-Kanyinda speelde in 2019 twee kwalificaties wedstrijden voor het wereldkampioenschap met de nationale ploeg.